# Armand Nypels
Armand Johan Leopold Nypels (Maastricht, 5 augustus 1848 – Den Haag, 29 januari 1929) was een Nederlands jurist en vicepresident van de Hoge Raad der Nederlanden.
Nypels werd geboren te Maastricht als zoon van rijksadvocaat mr. Leopold Alfred Desiré Nypels (1825-1902) en diens vrouw Clementina M.H. van Hoven. Hij studeerde rechtsgeleerdheid aan de Universiteit Leiden van 1866 tot 1872, waar hij op 12 juni 1872 promoveerde op stellingen. In 1877 werd hij ambtenaar bij het Openbaar Ministerie in zijn geboorteplaats Maastricht bij het kantongerecht. Een jaar later werd hij substituut-officier van justitie bij de Rechtbank Zierikzee; drie jaar later in dezelfde functie bij de Rechtbank Roermond; en tot slot in 1883 substituut-officier bij de Rechtbank Maastricht. In 1888 stapte hij van de "staande magistratuur" over naar de "zittende magistratuur" bij diezelfde rechtbank en werd rechter; nog datzelfde jaar werd hij vicepresident van de rechtbank. Na tien jaar als vicepresident werd Nypels benoemd tot raadsheer bij het Gerechtshof 's-Hertogenbosch; na vijf jaar aldaar kreeg hij dezelfde functie bij het Gerechtshof Arnhem.
Op 24 februari 1908 werd Nypels aanbevolen voor benoeming tot raadsheer in de Hoge Raad, ter vervulling van de vacature die was ontstaan door de benoeming van A.P.L. Nelissen tot minister van Justitie. De Tweede Kamer nam de aanbeveling ongewijzigd over en de benoeming volgde op 23 maart van dat jaar. Toen A.P.L. Nelissen - inmiddels weer terug in de Hoge Raad en sinds 1919 vicepresident - in 1921 overleed, werd Nypels bevorderd in de opengevallen plaats van vicepresident, wat hij zou blijven tot zijn ontslag op verzoek per 1 januari 1925.
Nypels trouwde op 16 juni 1887 te Rotterdam met Henrica Volrada Julia Elisabeth Roest van Limburg. Hun zoon Leopold August Nypels (1888-1969) werd eveneens vicepresident van de Hoge Raad.